# Rosalba Forciniti
Rosalba Forciniti (Cosenza, 13 de febrero de 1986) es una deportista italiana que compitió en judo.
Participó en los Juegos Olímpicos de Londres 2012, obteniendo una medalla de bronce en la categoría de –52 kg. Ganó una medalla de plata en el Campeonato Europeo de Judo de 2010.

## Palmarés internacional
| Juegos Olímpicos   | Juegos Olímpicos      | Juegos Olímpicos  | Juegos Olímpicos |
| Año                | Lugar                 | Medalla           | Categoría        |
| ------------------ | --------------------- | ----------------- | ---------------- |
| 2012               | Londres (Reino Unido) | Medalla de bronce | –52 kg           |
| Campeonato Europeo |                       |                   |                  |
| Año                | Lugar                 | Medalla           | Categoría        |
| 2010               | Viena (Austria)       | Medalla de plata  | –52 kg           |